# Moritz Adler
Moritz Adler (Habry, 1831. szeptember 3. – 1905. március 23.) osztrák író, újságíró.

## Élete
Az iglói gimnázium hallgatója volt, középiskolai tanulmámyai végeztével a prágai és a Bécsi Egyetemen jogot és politológiát, valamint latin és ógörög nyelveket és irodalmat tanult. Bécsben telepedett le, ahol filozófiai, történelmi és jogi munkákat publikált. 1890 és 1900 között rendszeresen közreműködött a Die Waffen nieder! című magazinban. 1901-ben jelentette meg egyetlen szépirodalmi jellegű munkáját Die Opale címmel. 

## Válogatott munkái
- Der Krieg, die Kongressidee und die allgemeine Wehrpflicht (1868)
- Offenes Sendschreiben an P. T. Herrn Professor Theodor Billroth (1892)
- Die Opale (1901)